# Troughton & Simms
Troughton & Simms war ein britischer Hersteller von astronomischen Instrumenten (Passageninstrumente, Sextanten, Teleskope, Theodolite u. a.) mit Sitz in London, der 1826 aus dem Zusammenschluss der Geschäfte von Edward Troughton und William Simms entstand und 1922 in Cooke, Troughton & Simms aufging.

## Geschichte
Edward Troughton senior besaß ein Geschäft für mathematische Instrumente in London. Die Söhne seines Bruders Francis (John, Joseph und Edward) machten eine Lehre bei ihrem Onkel. John führte das Geschäft des Onkels fort und wurde 1764 durch seinen Bruder Joseph unterstützt. Nach dem Tod von Joseph kam Edward 1770 ins Geschäft. 1782 übernahmen sie das Geschäft von Benjamin Cole junior in der 136, Fleet Street, London, genannt „The Orrery“. 1784 verstarb John und Edward führte das Geschäft bis 1826 alleine weiter, als er sich mit William Simms verband.
James Simms (1710–1795) war ein Hersteller von Kompassen in Birmingham. Sein jüngster Sohn William (1763–1828) kam etwa 1793 nach London und gründete dort ein Geschäft für mathematische Instrumente, dass sein Sohn John (* 1792) übernahm; sein zweiter Sohn William (1793–1860) lernte bei einem mathematischen Instrumentenbauer namens Bennett, welcher früher für Ramsden gearbeitet hatte, und gründete später sein eigenes Geschäft. 1826 tat er sich mit Edward Troughton zusammen, den er vermutlich bei Arbeiten für die Britische Ostindien-Kompanie kennen gelernt hatte.
Von 1826 bis 1831 arbeiteten Edward Troughton und William Simms zusammen in ihrem Geschäft Troughton & Simms, bis 1831 Troughton in den Ruhestand trat und bis zu seinem Tod 1836 bei der Familie von Simms lebte. 1841 bezog die Firma neue Räumlichkeiten in der 138, Fleet Street. Nach dem Tod von William Simms am 21. Juni 1860 übernahmen der zweite Sohn Williams, James Simms (1828–1915), und sein Cousin, William Simms (1817–1907), das Unternehmen. 1871 trat William aus dem Unternehmen aus und James führte dies bis zu seinem Tod fort. Danach übernahmen seine Söhne William (1860–1938) und James (1862–1939) die Leitung und wandelten die Firma in eine Kapitalgesellschaft (Ltd.) um. 1922 fusionierte das Unternehmen mit T. Cooke & Sons, bei dem seit 1915 der britische Maschinenbau- und Rüstungskonzern Vickers die Mehrheit hielt, zu Cooke, Troughton & Simms.
In den 1830er Jahren war das Unternehmen in einen Rechtsstreit mit dem Astronomen James South verwickelt. South kaufte eine 12″-Linse beim französischen Optiker Robert-Aglaé Cauchoix und beauftragte Troughton & Simms mit der Herstellung des Teleskops. Am 26. November 1831 sollte das Teleskop präsentiert werden, doch South monierte die Montierung. Nachdem Troughton & Simms die Schwächen bei der Montierung ausgebessert hatten, weigerte South sich weiterhin zu bezahlen und wurde daraufhin von Troughton & Simms verklagt. Da bei dem Verfahren das Gericht mit den vielen technischen Details überfordert war, schlug es eine Schlichtung vor, welche von beiden Parteien angenommen wurde. 1834 wurde das Teleskop dem Astronomer Royal George Biddell Airy und Bryan Donkin vorgeführt, von diesen getestet und für in Ordnung befunden. South weigerte sich aber weiter den Forderungen nachzukommen und zerschmetterte 1836 das Teleskop und bot die Bruchstücke zum Kauf an. Die Linse aber wurde gerettet und tat ihre Dienste in verschiedenen anderen Teleskopen.

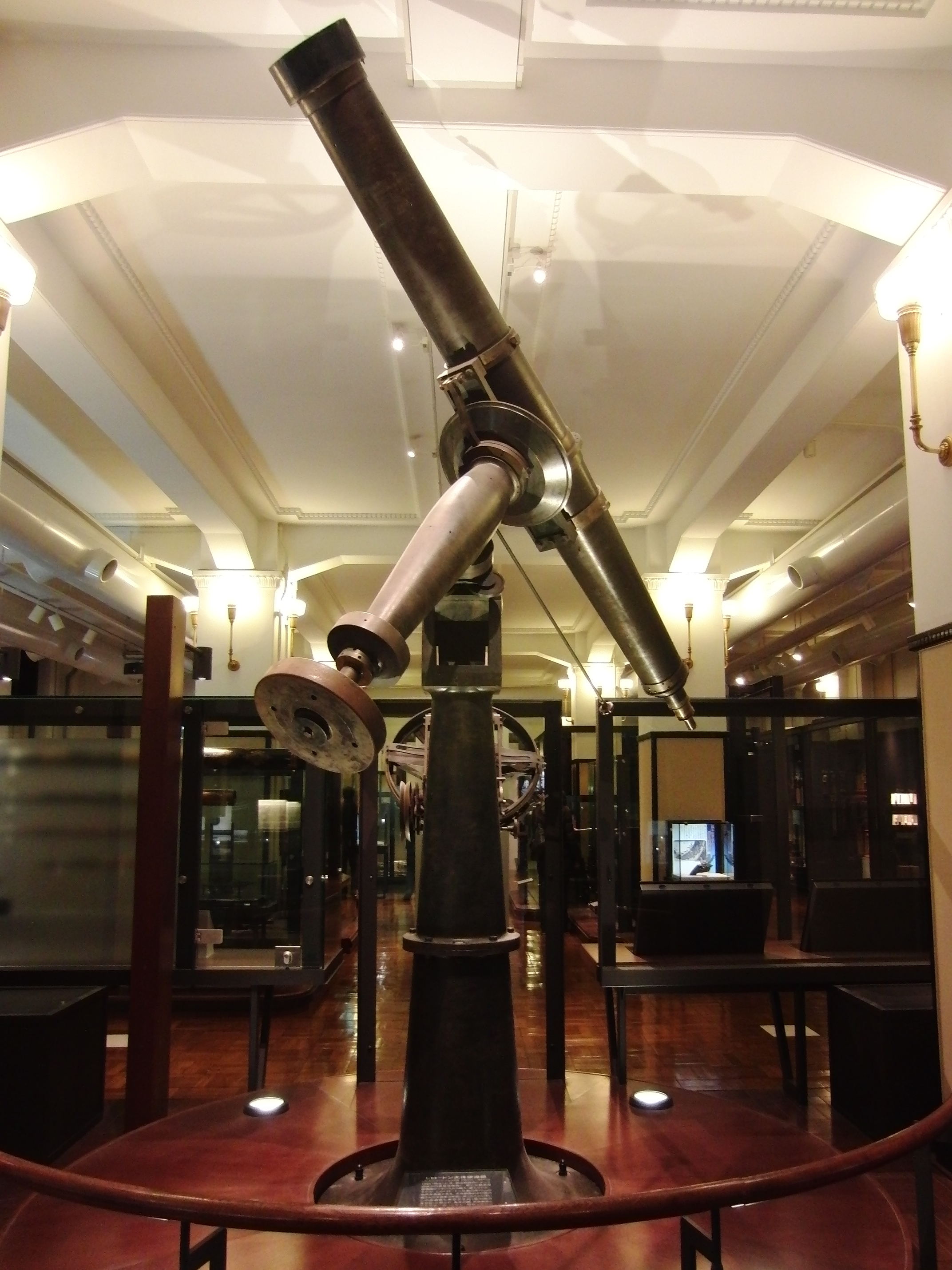
Teleskop ausgestellt im Nationalmuseum der Naturwissenschaften, Tokio
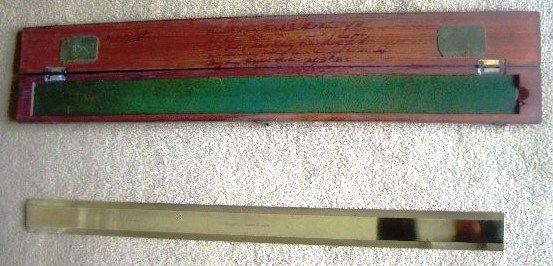
Lineal aus Messing von 1853
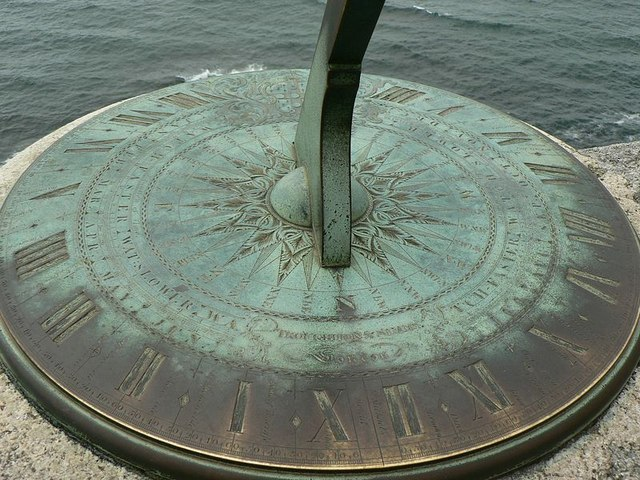
Sonnenuhr auf St Michael’s Mount, Cornwall

### Sekundärliteratur
- At the Sign of the Orrery. The Origins of the Firm of Cooke, Troughton & Simms, Ltd. from material collected by E. Wilfred Taylore and J. Simms Wilson and brought up to date by P. D. Scott Maxwell. York (englisch, archive.org – ca. 1960).
- Anita McConnell: Instrument Makers to the World. A History of Cooke, Troughton & Simms. William Sessions, York 1992, ISBN 1-85072-096-7 (englisch).

### Kataloge
- Catalogue of Instruments made by Troughton and Simms, 136 Fleet Street, London. In: Astronomische Nachrichten. Beilage zu No. 170, 1829, Sp. 37/38–41/42, bibcode:1829AN......8...37. (englisch).
- General Catalogue of Instruments made by Troughton & Simms, Opticians and Mathematical Instruments Makers to Her Majesty’s Government, 138, Fleet Street, London. 1880 (englisch, University of South Carolina).
- Troughton & Simms, 138 Fleet Street, London. 1897 (englisch, Smithsonian Libraries).
- Troughton & Simms, 138 Fleet Street, London. 1898 (englisch, Smithsonian Libraries).